# Berchtesgadener Land Bahn
De Berchtesgadener Land Bahn GmbH (BLB) is een spoorwegonderneming in Berchtesgadener Land, die een deel van de S-Bahn-diensten op de spoorlijn Freilassing - Berchtesgaden verzorgde. Per 2021 is de lijn overgenomen door de Bayerische Oberlandbahn.

## Onderneming
De BLB is een GmbH, volgens Duits recht met hoofdkantoor in Freilassing, en werd in mei 2009 opgericht. Aanleiding was de winst van een concessie door het consortium van beide moedermaatschappijen voor de diensten tussen Freilassing en Berchtesgaden in oktober 2006, die voorheen als Regionalbahn reed. Om op het spoor te mogen rijden is een toegangsovereenkomst noodzakelijk. BLB maakt hierbij gebruik van de toegangsovereenkomst van (half)zustermaatschappij Die Länderbahn GmbH DLB. Die Länderbahn GmbH DLB is een dochter van Regentalbahn GmbH die valt onder de vlag van Netinera, welke weer de Duitse dochteronderneming is van de Italiaanse Staatsspoorwegen Ferrovie dello Stato.
In 2011 vervoerde de Berchtesgadener Land Bahn ongeveer 900.000 reizigers. Bij een reizigersenquête werd de spoorwegonderneming tweemaal als beste Duitse private spoorwegonderneming uitgeroepen.

## Verbinding
De onderneming exploiteert de lijn S4 van de S-Bahn van Salzburg en rijdt daarbij over de spoorlijn Freilassing - Berchtesgaden. Van Freilassing tot Bad Reichenhall overlapt de lijn S4 met de lijn S3 van de Österreichische Bundesbahnen (ÖBB).

## Materieel en exploitatie

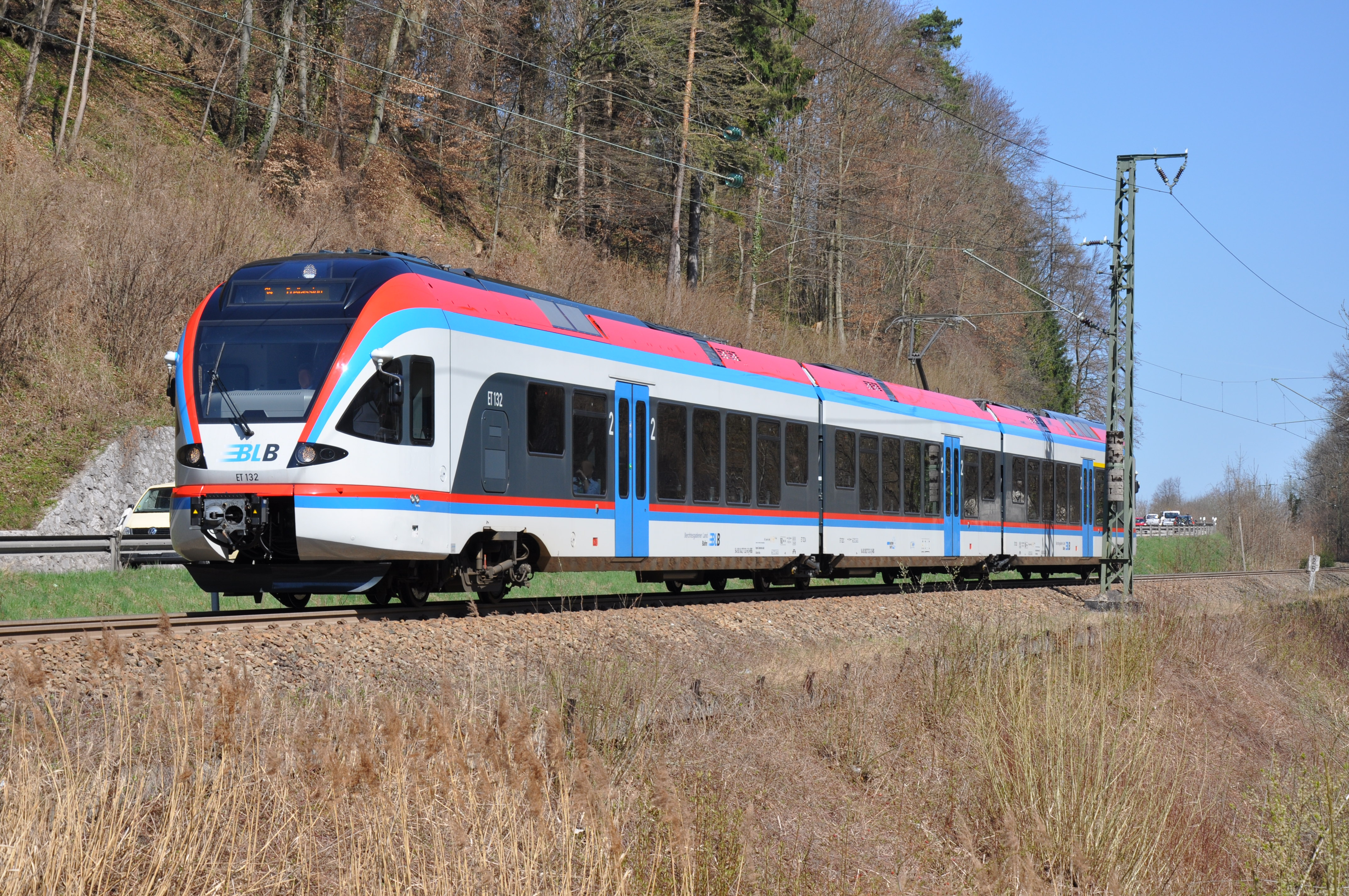
Treinstel van de BLB (2010)

De exploitatie van de lijn door BLB startte op 13 december 2009 voor een periode van twaalf jaar. De lijn Freilassing - Berchtesgaden is in het overgangstarief van de Salzburger Verkehrsverbunds (SVV) geïntegreerd, in Duitsland geldt het regionale tarief van de Deutsche Bahn AG. Een bijzonderheid van de lijn S4 binnen de S-Bahn van Salzburg is de eerste klas, evenals de aanwezigheid van een conducteur.
Op de lijn worden vijf treinstellen van het type FLIRT ingezet. Door een samenwerking met de ÖBB wordt ook een deel van het grensoverschrijdend verkeer van de lijn S3 tot Golling-Abtenau door BLB gereden en andersom. De treinstellen zijn van Alpha Trains geleaset en hebben hun thuisbasis in Salzburg-Itzling gelegen onderhoudsdepot van Salzburg AG. Salzburg AG exploiteert de lijnen S1 en S11.
Vanaf de exploitatiestart door de Berchtesgadener Land Bahn tot eind februari 2010 was er deels geen reguliere dienstregeling. De reden voor de vertragingen was de goedkeuring van de FLIRT-treinstellen door het Eisenbahn-Bundesamt (EBA). Vandalisme zorgde ervoor dat andere treinstellen of zelfs vervangend busvervoer ingezet moest worden. De EBA noemde als oorzaak van de vertraagde toelating nalatigheid van de bouwer Stadler Rail. Sinds maart 2010 kon de normale dienstregeling weer opgepakt worden.